# SC München-Gladbach
Der SC München-Gladbach (offiziell: Sportclub 1894 e. V. München-Gladbach) war ein Sportverein aus Mönchengladbach. Zur damaligen Zeit wurde die Stadt noch München-Gladbach geschrieben. Die erste Fußballmannschaft nahm einmal an der Endrunde um die deutsche Meisterschaft teil.

## Geschichte
Am 4. April 1894 gründete der Sportlehrer H. C. Heesch den München-Gladbacher FC 94. Dieser wurde am 5. Mai 1895 in das Vereinsregister eingetragen. Nach dem Ende des Ersten Weltkrieges wurde der Verein in Sportclub 1894 München-Gladbach umbenannt. 1933 musste der Verein zwangsweise mit dem Lokalrivalen Borussia München-Gladbach zum SC Borussia München-Gladbach fusionieren. Bereits ein Jahr später wurde die Fusion wieder gelöst. Als Folge der Fusion mit der Borussia schloss sich die Hockeyabteilung des SC dem Gladbacher HTC an. Auch die Tennisabteilung spaltete sich ab und gründete am Bunten Garten die TG Rot-Weiß.
Ab 1902 nahm der Verein am Spielbetrieb des Westdeutschen Spiel-Verbandes teil und wurde prompt niederrheinischer Bezirksmeister. Bei der Endrunde um die Westdeutsche Meisterschaft wurde die Mannschaft jedoch nur Letzter. In den Jahren 1905 und 1908 wurden die München-Gladbacher jeweils Westdeutscher Vizemeister. In den Endspielen unterlag die Mannschaft mit 1:2 bzw. 0:5 dem Duisburger SpV. Den sportlichen Zenit erreichte der Verein schließlich im Jahre 1909. Durch einen 3:2-Endspielsieg über Preußen Duisburg wurden die Gladbacher Westdeutscher Fußballmeister und qualifizierten sich für die Endrunde um die deutsche Meisterschaft. Hier folgte bereits in der ersten Runde das Aus, nachdem die Mannschaft im neutralen Duisburg dem späteren Titelträger Phönix Karlsruhe deutlich mit 0:5 unterlag. Ebenfalls 1909 qualifizierte sich der Verein für die neu geschaffene Zehnerliga, in der bis zur Auflösung vier Jahre später die spielstärksten Vereine aus dem Rheinland zusammengefasst wurden. Gleich in der Auftaktsaison 1909/10 wurden die Gladbacher Vizemeister hinter dem Duisburger SpV.
Nach dem Ende des Ersten Weltkrieges spielte der Verein in der seinerzeit erstklassigen 1. Bezirksklasse Rheinischer Westkreis weiter. Dort belegte die Mannschaft zumeist dritte Plätze. Im Jahre 1929 qualifizierten sich die Gladbacher für die neu geschaffene Rheinbezirksliga. Dort wurde die Mannschaft auf Anhieb Vizemeister hinter der SpVgg Sülz 07, einem Vorläufer des 1. FC Köln. Durch die Vizemeisterschaft nahm die Mannschaft des SC an der so genannten Runde der Zweiten teil, wo sie im Halbfinale mit 2:3 nach Verlängerung an Preussen Krefeld scheiterte. Vier Jahre später belegten die Gladbacher den letzten Tabellenplatz, wurden aber aufgrund der Zwangsfusion mit Borussia München-Gladbach in die neu geschaffene erstklassige Gauliga Niederrhein aufgenommen. Ein Jahr später wurde die Fusion gelöst und der SC München-Gladbach spielte in der zweitklassigen Bezirksklasse weiter.
Dort gehörte der Verein stets zu den Spitzenmannschaften. Nach einer Vizemeisterschaft im Jahre 1938 hinter der SpVg Odenkirchen wurden die Gladbacher vier Jahre später Meister der Bezirksklasse. In der folgenden Aufstiegsrunde zur Gauliga scheiterte die Mannschaft jedoch an Fortuna Düsseldorf. Nach dem Ende des Zweiten Weltkrieges spielte der SC München-Gladbach ab 1947 in der Bezirksklasse Linker Niederrhein und kam dort nicht über Mittelfeldpositionen hinaus. Als Konsequenz aus der Stagnation kam es im Jahre 1950 zur Fusion mit dem Lokalrivalen Eintracht München-Gladbach zum 1. FC München-Gladbach, der sich seit 1961 1. FC Mönchengladbach nennt.